# 溴化金
三溴化金（又称溴化金）是深红色至黑色的晶体，化学式 AuBr3，主要以二聚体Au2Br6存在。

## 历史
对金的卤化物的研究可追溯到19世纪早期至19世纪中叶时期，当时的主要研究人员为Thomsen、Schottländer和Krüss。

## 结构
Au2Br6的结构与其它Au(III)的卤化物（例如三氯化金）的二聚体相似，中心的金原子呈平面正方形分子构型，Br-Au-Br键角约为90°。
对假想的三卤化金分子计算指出其结构会因姜-泰勒效应而有所变化。譬如，三溴化金无论在三氟化金还是在三氯化金保持着两长一短的金的卤化物分子绑定的情况下，仍然保持着一个长和两个短的金和溴分子身份绑定。此外，金的三价化合物（特别是金的三价氯化合物和三价氟化合物）的金元素原子的周围，并不展示出它的相同协调性。虽然在后者的配合物中展现出呈T字形的构造，但前者的化合物随着越来越多的Y字形和T字形的动态平衡构造存在而不能展示出T字形的构造性。虽然这种构造性的不同之处可以归结于姜泰勒效应的结果，但尤其如此，与在π后金原子的配合基绑定减少相比，这个π后金原子与氯原子和氟原子的配合基绑定是能找到的。也就是被解释为这个π后配合基绑定的减少，是比金的三价氯化合物和三价氟化合物更不稳定。

## 化学性质
| 性质属性          | 数值  |
| ----------------- | ----- |
| 氢键（负离子）    | 0     |
| 氢键（正离子）    | 0     |
| 几何分子结构      | 0     |
| 分配系数 (        | -7,3  |
| 溶解性 (logS, log(mol/L))        | 5,2   |
| 极性表面积 (PSA, Å2) | 163,7 |

## 制备
三溴化金在通常的合成制备方法如下：
金在过量的溴混合，加热至140°C的情况下进行化学反应：
2 Au + 3 Br2 → Au2Br6
或者是
利用化学的複分解反应，用三氯化金和氢溴酸化合，也能成功制备三溴化金：
Au2Cl6 + 6 HBr → 6 HCl + Au2Br6
这个反应是必须要拿更稳定的氢氯酸（盐酸）与氢溴酸去比较。

## 化学反应
中性单体的AuBr3，既在其它金的三价化合物种类呈现中性状态，又不会在气体场合下且配位数为3时，不会受到优待而孤立。三价金展示出的方形平面占了一个主导地位，相当于配位了一个推荐的第四平面位置。
具体来说，在金的三价化合物溶液中，都有添加第四个配合基的趋势。就拿三氯化金来说，这是常见的三溴化金的水合物——AuBr3⋅H2O，中间的金原子展示出一个第四平面位置，即使这个无水化合物，也能展示出一个三平面的状态。
另一种情况的是，如果在第四平面没有任何附加的原子情况，金的三溴化合物会事先与卤素桥接二聚化并复杂寡聚体化
2 AuBr3  →  Au2Br6
例如三氯化金，三溴化金是用酸形成更多种复杂的形态。例如，与氢溴酸反应的情况下，这个平面会溶解且在大气压力的作用下，该金属化合酸就会形成。
HBr (aq)  +  AuBr3 (aq)  →  H+AuBr4− (aq)
这种平面常在潮湿的空气情况下，很快被水解。

## 用途

### 化学催化剂
三溴化金是经常用于催化剂的用途，但其中一个最感兴趣的用途是——它能在狄尔斯–阿尔德反应内用到。具体地说，这个化合催化剂的在enynal单位的作用情况下，与羰基化合成一个六边形化合的循环物。
另外的催化剂用途是，一溴化金与炔丙基卤醇产生亲核取代反应而制备。在此反应中，AuBr3是充当着炔丙基卤醇的催化剂。

### 氯胺酮检测
三溴化金可以用于测试氯胺酮的试剂用途。
准备一些啡黄色的0.25% AuBr3 0.1mol的NaOH溶液，滴两滴在碟子上，然后添加少量的氯胺酮。混合起来后等待大概1分钟，溶液将会变成深紫色。当他转暗时等待大概两分钟，这些混合溶液将会呈现出黑紫色的颜色状态。
对乙酰氨基酚、抗坏血酸、海洛英、乳醣、甘露醇、吗啡和蔗醣或其他含有苯酚和羟基、氢氧基组合的化合物这些东西都会使三溴化金试剂从原本的啡黄色溶液变成紫色溶液。通常发现，没有在氯胺酮结合的同时，就有同一颜色的变化。从最初变为紫色的原因是由于在金和氯胺酮这两种组合物的类型的性质关系，而导致这种（从紫色至暗紫色）颜色变化的原因，目前尚未明确。但可能是由于氧化还原反应作用的关系，仍然能生产少量的胶状金。

## 毒性
该物质与其他金属和酸根离子结合的化合物一样，如果长期接触三溴化金的话，会出现特定性的过敏性皮炎和湿疹。而这些主要表现在手、前臂和脸中的常见丘疹现象。.